# Taphozous kapalgensis
Taphozous kapalgensis (McKean & Friend, 1979) è un pipistrello della famiglia degli Emballonuridi endemico dell'Australia.

## Descrizione

### Dimensioni
Pipistrello di medie dimensioni, con la lunghezza della testa e del corpo tra 69 e 74 mm, la lunghezza dell'avambraccio tra 59 e 63 mm, la lunghezza della coda di 22,8 mm, la lunghezza del piede tra 12,1 e 12,4 mm, la lunghezza delle orecchie tra 16 e 18 mm e un peso fino a 26 g.

### Aspetto
La pelliccia è relativamente lungo e fine. Le parti dorsali sono marrone brillante, mentre le parti ventrali sono giallo-brunastre con dei riflessi arancioni sul mento. Una banda di lunghi peli biancastri si estende su ogni fianco all'attaccatura delle ali. La testa è relativamente piatta e triangolare, il muso è conico, con una depressione tra gli occhi, privo di peli e con una sacca golare ben sviluppata nei maschi e ridotta ad una piega rudimentale nelle femmine. Sul labbro inferiore è presente un solco longitudinale superficiale. Gli occhi sono relativamente grandi. Le orecchie sono triangolari con la punta smussata, rivolte all'indietro, separate tra loro, con diverse pieghe e piccoli peli bruno-arancioni sulla superficie interna del padiglione auricolare. Il trago è corto, largo, con l'estremità ampia e un lobo alla base posteriore, mentre l'antitrago è grande, lungo e si estende fino all'angolo posteriore della bocca. Le membrane alari sono lunghe e strette. È presente una sacca ghiandolare tra l'avambraccio ed il primo metacarpo. La coda è lunga e fuoriesce dall'uropatagio a circa metà della sua lunghezza. Il calcar è lungo.

## Biologia

### Comportamento
Si rifugia nelle cavità degli alberi e forse anche sotto le fronde di alberi di Pandanus

### Alimentazione
Si nutre di insetti volanti catturati in spazi aperti e sopra la volta forestale.

## Distribuzione e habitat
Questa specie è diffusa nell'estrema parte settentrionale del Territorio del Nord.
Vive in mangrovie, macchie di foreste monsoniche, terreni alluvionali e boschi.

## Conservazione
La IUCN Red List, considerata l'ampia diffusione e la popolazione sufficientemente numerosa, nonostante l'habitat particolare delle foreste di Pandanus siano soggette a ricorrenti incendi, classifica T.kapalgensis come specie a rischio minimo (Least Concern)).